# Cirrochroa stramenticia
Cirrochroa stramenticia är en fjärilsart som beskrevs av Hans Fruhstorfer 1912. Cirrochroa stramenticia ingår i släktet Cirrochroa och familjen praktfjärilar. Inga underarter finns listade i Catalogue of Life.